# 次田潤
次田 潤（つぎた うるう、1884年(明治17年)4月26日 - 1966年(昭和41年)4月9日）は、日本文学者。岡山県出身。田村剛の兄。

## 経歴
1884年4月26日、岡山県岡山市にて生まれる。1909年東京帝国大学文学部国文科卒。
鹿児島県立第二鹿児島中学校（現・鹿児島県立甲南高等学校）教諭、1913年朝鮮・釜山中学校。
1916年神宮皇學館教授、1917年第七高等学校造士館教授、1920年佐賀高等学校（現・佐賀大学）教授、1924年学習院教授、1932年第一高等学校教授。1945年退官、1949年立正大学教授。1964年退職。専門は、上代文学。長男は次田真幸、次男は次田香澄。

## 著書
- 『萬葉集新講』成美堂書店、1921、のち明治書院
- 『古事記新講』明治書院、1924、新版1966
- 『古事記 校註』明治書院、1926
- 『祝祠新講』明治書院、1927／戎光祥出版、2008
- 『祝詞宣命 校註』明治書院、1928
- 『祝詞講義』国文学講座 受験講座刊行会、1930
- 『国文学史新講』明治書院、1932-36
- 『国文法備要』明治書院、1936
- 『日本文学通史』明治書院、1937
- 『風土記と古代日本』日本精神叢書 教学局、1938
- 『日本文学大系 第13巻、古代和歌』河出書房、1938
- 『方丈記・発心集 詳註』明治書院、1952
- 『詳註草枕』明治書院、1955
- 『評釈一葉名作集』明治書院、1957
- 『大鏡新講』明治書院、1961、新版1982

### 校注など
- 『国文学類選 戯曲篇』井上赳共編、成美堂書店、1921
- 『古事記神代巻 和・漢・英三文対録』校訂 バェズル・ホール・チェイムバリン英訳、世界文庫刊行会、1928
- 『歴代国文学選』鴻巣盛廣・栗原武一郎共編、裳華房、1929
- 『上代文学選集』編、明治書院、1932
- 『古事記』（校）日本思想叢書、文部省社会教育局編、社会教育会、1933
- 『万葉集選抄』編、明治書院、1933
- 『近世国文新選』編、明治書院、1936
- 『古事記新抄』編、明治書院、1940
- 『大鏡新抄』編、明治書院、1941
- 『神勅聖訓集』編、明治書院、1944
- 『国文法備要』林大共著、明治書院、1953
- 『万葉集の解釈と文法』島田勇雄共著、明治書院、1956
- 『国語文語国文法要覧』島田勇雄共編、明治書院、1957
- 『かげろふの日記新釈』大西善明共著、明治書院、1960